# 菲奥娜·比格伍德
菲奥娜·比格伍德（英語：Fiona Bigwood，1976年4月24日—），英国女子马术运动员。她曾代表英国参加2016年夏季奥林匹克运动会马术比赛，获得团体盛装舞步赛银牌和个人盛装舞步赛第17名。